# Eurojackpot

Países fundadores y participantes al Eurojackpot

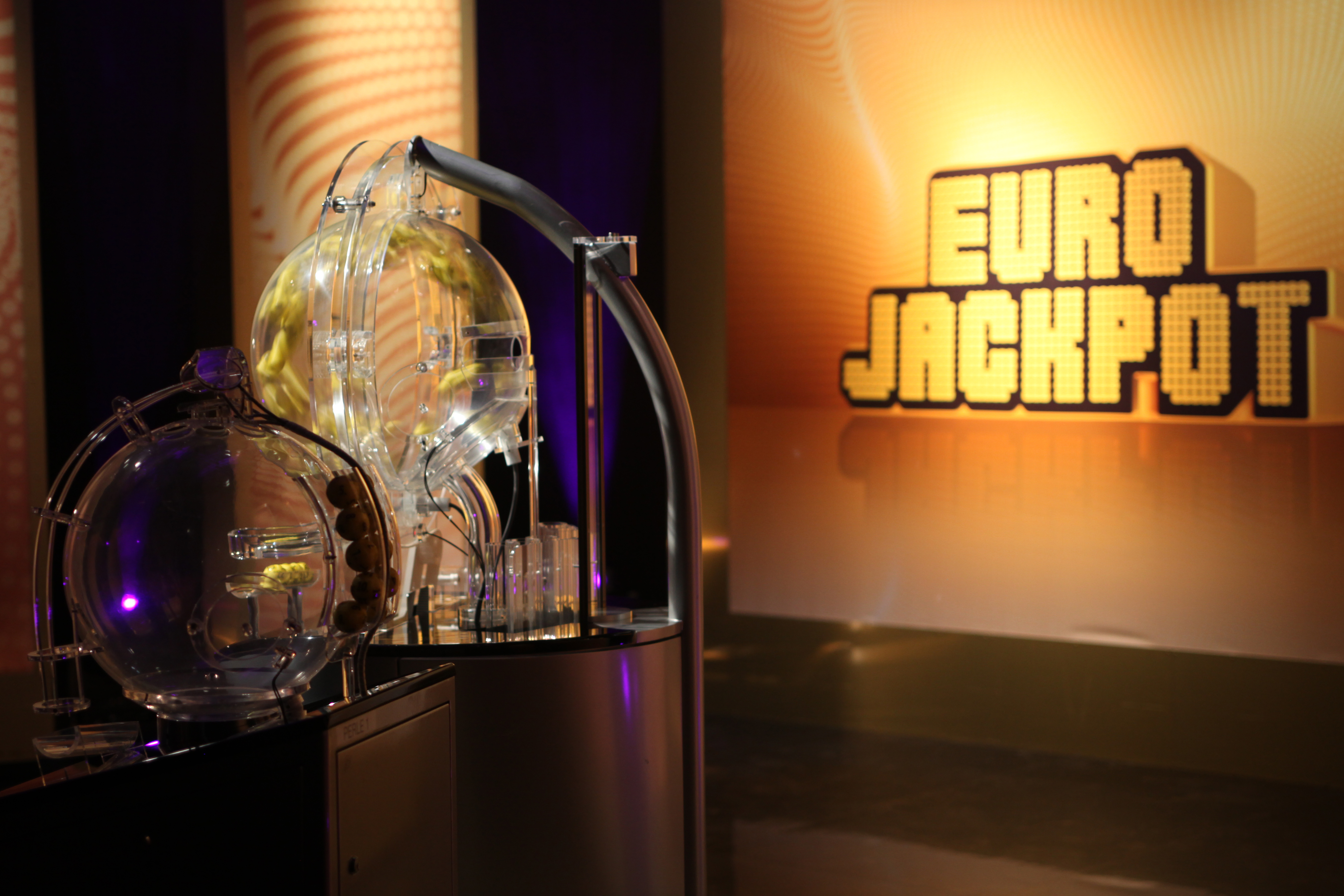
El Eurojackpot

El Eurojackpot es una lotería europea nacida en Ámsterdam en noviembre de 2011, llevada a cabo por organismos independientes de lotería en cada uno de los países participantes y que intenta hacer competencia a Euromillones. Las ventas de los primeros boletos empezaron el 17 de marzo de 2012, por lo que el primer sorteo tuvo lugar el viernes 23 de marzo de 2012 en Helsinki. Alemania, Finlandia, Dinamarca, Eslovenia, Italia, Países Bajos y Estonia fueron los primeros países y fundadores que tomaron parte, este último tras un periodo de negociaciones; España se unió posteriormente, el 3 de julio de 2012, donde es gestionado por la ONCE.
A partir del 15 de septiembre de 2017, los países que participan en la lotería son: Alemania, Croacia, Dinamarca, Eslovaquia, Eslovenia España Estonia Finlandia Grecia, Hungría Islandia, Italia Letonia Lituania Noruega Países Bajos Polonia República Checa y Suecia
.
El sorteo se lleva a cabo todos los martes y viernes a las 21:00, y tiene lugar en Helsinki. Los billetes de lotería tienen un precio de dos euros por apuesta en la mayoría de los países.
El premio mayor de Eurojackpot comienza en €10,000,000 y puede llegar a acumularse hasta €120,000,000. El costo por participar en Eurojackpot es de €2 por línea, con la excepción de Lituania, donde se incluye un juego adicional llamado 'Joker' que aumenta el precio a €3 por línea. No es posible adquirir un boleto base sin la opción del Joker.
El objetivo del juego es acertar 5 números correctos de un total de 50, además de 2 números complementarios de otro grupo de 12; las probabilidades de ganar el premio mayor son de 1 entre 140,000,000. Eurojackpot cuenta con 12 niveles de premios diferentes.

## Historia
La lotería Eurojackpot fue propuesta en 2006, para competir con la lotería Euromillones. Debido al gran número de países participantes, EuroMillones puede ofrecer premios mucho más grandes que los ofrecidos en una sola lotería nacional. Después de ver el éxito de EuroMillones, Alemania, Finlandia, Dinamarca, Eslovenia, Italia y los Países Bajos se reunieron en Ámsterdam en noviembre de 2011 para finalizar las negociaciones de la lotería Eurojackpot y comenzar su implementación en 2012. Después de las negociaciones, Estonia también decidió unirse a la lotería. La venta de boletos comenzó el 17 de marzo de 2012, mientras que el primer sorteo tuvo lugar el 23 de marzo de 2012.
España se unió a Eurojackpot a partir del 30 de junio de 2012, con la concesión del boleto otorgada a ONCE, la Organización Nacional de Ciegos Españoles. El 1 de febrero de 2013, se unieron Croacia, Islandia, Letonia, Lituania, Noruega y Suecia. La República Checa y Hungría se unieron a Eurojackpot a partir del 10 de octubre de 2014, Eslovaquia a partir del 9 de octubre de 2015 y Polonia a partir del 15 de septiembre de 2017. En comparación, Eurojackpot tiene un alcance más amplio de jugadores potenciales, con una audiencia en los países locales de 300 millones, en comparación con los 217 millones de Euromillones.
El formato del juego cambió el viernes 10 de octubre de 2014, con el número del conjunto más pequeño, los "Euro Números", en la máquina Perle (posteriormente reemplazada por una máquina llamada Opale XL), aumentando de 8 a 10. Las probabilidades de ganar el premio mayor disminuyeron de 1:59,325,280 a 1 en 95,344,200. En marzo de 2022, se realizaron más cambios en las reglas del juego. El rango de adivinanza para los Euro Números se amplió de 1-10 a 1-12. El límite del premio mayor aumentó a €120 millones. Además, las nuevas reglas de EuroJackpot también establecieron un nuevo día de sorteo los martes. El primer sorteo con las nuevas reglas está previsto para el 25 de marzo de 2022, aunque los precios de los boletos no han cambiado. Las probabilidades de ganar el premio mayor se reducirán a 1:139,838,160.
El 6 de marzo de 2024, con la llegada de Grecia, los países participantes a la lotería son 19.

## Cómo jugar
- Elija 5 números, que pueden ser cualesquiera del 1 al 50
- Elija 2 soles (euronúmeros en otros países), números del 1 al 12 (del 1 al 8 hasta el 3 de octubre de 2014 y del 1 al 10 hasta el 25 de marzo de 2022)

Durante el sorteo, 5 números y 2 soles son extraídos al azar de dos máquinas con bombos que contienen bolas numeradas. Una que contiene los 50 números, y otra que contiene los 12 soles. Pueden jugar los mayores de 18 años también fuera de su país de pertenencia, siempre que el mismo esté adherido al sistema.

### Otros métodos de juego
En Eurojackpot, al igual que en Euromillones, también se pueden jugar apuestas múltiples; es decir, la apuesta normal de Eurojackpot se compone de 5 números y 2 soles y cuesta 2€; mediante el boleto oficial de Eurojackpot se pueden jugar más números: 6, 7, 8, 9 o 10 combinados con 2, 3, 4 o 5 soles. El precio de estas apuestas quedaría de este modo:
|       | Soles    | Soles    | Soles    | Soles      | Soles    | Soles      | Soles    | Soles      |
| Núms. | 2        | 2        | 3        | 3          | 4        | 4          | 5        | 5          |
| Núms. | Apuestas | Importe  | Apuestas | Importe    | Apuestas | Importe    | Apuestas | Importe    |
| ----- | -------- | -------- | -------- | ---------- | -------- | ---------- | -------- | ---------- |
| 5     | 1        | 2,00 €   | 3        | 6,00 €     | 6        | 12,00 €    | 10       | 20,00 €    |
| 6     | 6        | 12,00 €  | 18       | 36,00 €    | 36       | 72,00 €    | 60       | 120,00 €   |
| 7     | 21       | 42,00 €  | 63       | 126,00 €   | 126      | 252,00 €   | 210      | 420,00 €   |
| 8     | 56       | 112,00 € | 168      | 336,00 €   | 336      | 672,00 €   | 1.120    | 2.240,00 € |
| 9     | 126      | 252,00 € | 378      | 756,00 €   | 756      | 1.512,00 € | 1.260    | 2.520,00 € |
| 10    | 252      | 504,00 € | 756      | 1.512,00 € | 1.512    | 3.024,00 € | 2.520    | 5.040,00 € |

La gente, para no hacer frente a tan alto coste económico, decide compartir sus apuestas por medio de una peña, en la que luego se reparte el premio entre los apostantes.
Hay muchas posibilidades más de acertar en una múltiple que en una apuesta sencilla y al acertar una apuesta en una múltiple también se aumentan los premios.

## Estructura de los premios
El Eurojackpot tiene 12 categorías de premio que son las siguientes:
| Categoría | Categoría           | Probabilidad | Probabilidad | Probabilidad | Porcentaje destinado al premio |
| --------- | ------------------- | ------------ | ------------ | ------------ | ------------------------------ |
| 1ª        | 5 números y 2 soles | 1 entre      | 139.838.160  | 0,000000715% | 36,00%                         |
| 2ª        | 5 números y 1 soles | 1 entre      | 6.991.908    | 0,0000143%   | 8,50%                          |
| 3ª        | 5 números           | 1 entre      | 3.107.515    | 0,0000322%   | 3,00%                          |
| 4ª        | 4 números y 2 soles | 1 entre      | 621.503      | 0,000161%    | 1,00%                          |
| 5ª        | 4 números y 1 sol   | 1 entre      | 31.075       | 0,00322%     | 0,90%                          |
| 6ª        | 4 números           | 1 entre      | 14.125       | 0,00708%     | 0,70%                          |
| 7ª        | 3 números y 2 soles | 1 entre      | 13.811       | 0,00724%     | 0,60%                          |
| 8ª        | 2 números y 2 soles | 1 entre      | 985          | 0,00102%     | 3,10%                          |
| 9ª        | 3 números y 1 sol   | 1 entre      | 706          | 0,00142%     | 3,00%                          |
| 10ª       | 3 números           | 1 entre      | 314          | 0,00318%     | 4,30%                          |
| 11ª       | 1 número y 2 soles  | 1 entre      | 188          | 0,00532%     | 7,80%                          |
| 12ª       | 2 números y 1 sol   | 1 entre      | 49           | 0,02041%     | 19,10%                         |
| Jackpot   | Jackpot             |              |              |              | 12,00%                         |

- La probabilidad media de ganar un premio es de una entre 21.
- El dinero para premios es el 50% de la recaudación; el 12% del premio (el 6% de la recaudación) forma el Jackpot (bote).[18]
- Si se gana el Jackpot, se acumulan 10.000.000 € para el sorteo siguiente.
- Si el Jackpot supera los 120.000.000 €, el importe en exceso pasará a engrosar el premio de la siguiente categoría de premios.

Hasta el 31 de enero de 2013, sin embargo, si el bote alcanzaba los 13 sorteos consecutivos y no había acertantes de primera categoría, en el siguiente sorteo se repartía obligatoriamente el bote acumulado de esta categoría entre los acertantes de la misma; en el supuesto de no haber acertantes de la citada categoría, se asignaban a la segunda o siguientes en que hubiera acertantes. Hasta el 18 de marzo de 2022 el bote máximo era de 90 millones de euros.
- Los importes de premio asignados a cada categoría de premio se dividirán por igual entre el número de acertantes de cada categoría de premios de cada sorteo.
- Existen 139.838.160[19] combinaciones posibles. Por tanto, hay 1 probabilidad entre 139.838.160 posibles de acertar el primer premio (5 números y 2 soles). Sin embargo, hay 1 probabilidad entre 48 posibles de acertar la última categoría de premio (2 números y 1 sol). Hasta el 18 de marzo de 2022 la probabilidad de acertar la primera categoría era de 1 entre 95.344.199, ya que a partir de ese sorteo se incrementó de 10 a 12 soles.

Por comparación, en el sorteo de la Lotería Primitiva la probabilidad de acertar el premio de 1ª categoría (6 aciertos) es de 1 entre 13.983.816, lo que significa que es diez veces más fácil ganar este premio en la Primitiva que en Eurojackpot.

## Premios históricos
- El primer 5+2 de la historia del Eurojackpot por un valor de 19.536.863,80 € se ganó en la Región del Ruhr, Alemania en el sorteo del 11 de mayo de 2012.
- La primera ganancia máxima registrada de la historia del sorteo hasta ahora de 90.000.000,00 € se ganó en la Región de Pardubice, República Checa en el sorteo del 15 de mayo de 2015.
- La cantidad máxima del bote más las ganancias adicionales de las categorías de precios más bajas, es decir 91.938.695,00 €, se logró el 23 de agosto de 2019 por un sindicato finlandés de 50 jugadores de Siilinjärvi que compraron un boleto del sistema con 4 predicciones en el sistema 7/3 por 504,00 € jugado.

| Rango | Ganancia en euros | Fecha      | País            |
| ----- | ----------------- | ---------- | --------------- |
| 1     | 120.000.000,00    | 22/07/2022 | Dinamarca       |
| 1     | 120.000.000,00    | 09/05/2025 | Alemania        |
| 3     | 115.874.580,60    | 25/03/2025 | Suecia          |
| 4     | 110.213.537,30    | 20/05/2022 | Alemania        |
| 5     | 91.938.695,00     | 23/08/2019 | Finlandia       |
| 6     | 90.000.000,00     | 15/05/2015 | República Checa |
| 6     | 90.000.000,00     | 14/10/2016 | Alemania        |
| 6     | 90.000.000,00     | 09/02/2018 | Finlandia       |
| 6     | 90.000.000,00     | 07/02/2020 | Alemania        |
| 6     | 90.000.000,00     | 01/05/2020 | Alemania        |
| 6     | 90.000.000,00     | 15/01/2021 | Alemania        |
| 6     | 90.000.000,00     | 28/05/2021 | Alemania        |
| 13    | 87.949.627,70     | 10/02/2025 | Alemania        |
| 14    | 86.970.702,80     | 14/04/2017 | Finlandia       |
| 15    | 84.777.435,80     | 29/07/2016 | Alemania        |
| 16    | 76.766.891,40     | 25/03/2016 | Alemania        |
| 17    | 63.605.426,90     | 12/03/2021 | Alemania        |
| 18    | 63.248.942,30     | 08/02/2019 | Alemania        |
| 19    | 61.170.752,70     | 12/09/2014 | Finlandia       |
| 20    | 61.083.832,10     | 20/11/2020 | Alemania        |
| 21    | 58.807.427,70     | 16/10/2020 | Eslovaquia      |
| 22    | 58.693.173,90     | 05/12/2014 | Alemania        |
| 23    | 58.316.471,00     | 25/07/2025 | Alemania        |
| 23    | 58.316.471,00     | 25/07/2025 | Finlandia       |
| 24    | 57.275.841,60     | 04/04/2014 | Finlandia       |
| 25    | 55.280.363,70     | 14/06/2019 | República Checa |
| 26    | 53.423.674,30     | 15/03/2019 | Suecia          |
| 27    | 50.270.035,20     | 26/05/2017 | Alemania        |
| 28    | 49.685.851,50     | 01/01/2016 | Alemania        |
| 29    | 49.670.283,00     | 20/02/2015 | Dinamarca       |
| 30    | 49.327.084,70     | 10/09/2021 | Alemania        |
| 31    | 49.162.255,50     | 09/04/2021 | Dinamarca       |
| 32    | 48.195.035,90     | 25/06/2021 | Alemania        |
| 33    | 47.357.065,00     | 18/08/2017 | Noruega         |
| 34    | 46.505.018,60     | 07/07/2017 | Finlandia       |
| 35    | 46.154.745,90     | 24/07/2015 | Finlandia       |
| 36    | 46.079.338,80     | 12/04/2013 | Alemania        |
| 37    | 45.000.000,00     | 06/07/2018 | Alemania        |
| 37    | 45.000.000,00     | 06/07/2018 | Alemania        |
| 37    | 45.000.000,00     | 10/05/2019 | Alemania        |
| 37    | 45.000.000,00     | 10/05/2019 | Polonia         |
| 37    | 45.000.000,00     | 13/08/2021 | Finlandia       |
| 37    | 45.000.000,00     | 13/08/2021 | Polonia         |
| 43    | 44.648.075,80     | 20/09/2019 | Noruega         |
| 44    | 44.565.942,80     | 26/06/2020 | Noruega         |
| 45    | 42.670.719,30     | 09/03/2018 | Alemania        |
| 46    | 41.570.496,90     | 20/10/2017 | Finlandia       |
| 47    | 41.522.930,10     | 19/07/2013 | Alemania        |
| 48    | 38.878.827,50     | 04/09/2015 | Finlandia       |
| 49    | 38.145.589,70     | 07/08/2020 | Alemania        |
| 50    | 38.145.589,70     | 07/08/2020 | España          |
| 51    | 34.889.569,00     | 28/08/2020 | Finlandia       |
| 52    | 33.290.606,90     | 29/05/2020 | Italia          |
| 53    | 33.208.146,80     | 07/12/2018 | Dinamarca       |
| 54    | 32.657.956,90     | 13/11/2015 | Alemania        |
| 55    | 31.579.233,10     | 09/10/2015 | España          |